# Might and Magic V : La Face cachée de Xeen
Might and Magic V : La Face cachée de Xeen (titre original : Darkside of Xeen) est un jeu vidéo de type dungeon crawler sorti en 1993 sur plate-forme PC et système d'exploitation MS-DOS. Il a été développé par le studio New World Computing. C'est le 5e volet de la série Might and Magic.
Cet épisode fait suite à une longue série à succès, et est en outre la suite directe de l'épisode IV: Les Nuages de Xeen sorti l'année précédente. Fait intéressant pour l'époque, il est possible d'installer les deux jeux conjointement, de façon à ajouter de nouvelles zones, ainsi qu'une nouvelle fin, inaccessibles autrement. Le jeu complet constitué de ces deux épisodes est connu sous le nom de Might and Magic: World of Xeen,,.

## Histoire
L'histoire prend place sur Xeen, une « planète » plate de forme rectangulaire. Elle est habitée sur ses deux faces, l'une, bénéficiant de la lumière du jour, correspondant au monde de Might and Magic IV: Les Nuages de Xeen, la seconde, plongée dans une constante semi-obscurité, étant Might and Magic V: La Face cachée de Xeen.
Un souverain autoproclamé, qui se fait appeler Alamar, a pris le contrôle du Côté caché et a réduit à l'impuissance les anciens dirigeants de la planète.
Le joueur dirige une équipe de six aventuriers qui trouvent un orbe de nature étrange. Le ramenant à une voyante, ils apprennent qu'il leur faut trouver un moyen de ramener l'objet au gardien de Xeen, le Pharaon Dragon. Ils seront ainsi amenés à libérer, l'un après l'autre, les dirigeants de Xeen, pour finalement affronter Alamar dans son château et découvrir sa véritable identité.

## World of Xeen
Cet épisode, installé dans le même répertoire que son prédécesseur Les Nuages de Xeen, permet de se déplacer librement d'une face à l'autre de Xeen. La combinaison de ces deux épisodes, offrant de nouvelles quêtes et donjons, s'intitule Might and Magic : Monde de Xeen.
Le Monde de Xeen est un carré plat. Une face du monde est présentée dans Les nuages de Xeen, l'autre dans La Face cachée de Xeen. Chaque jeu a sa propre histoire, ses propres graphismes, ses propres monstres et sa propre conclusion. Bien que chacun puisse être joué et achevé séparément, les deux peuvent être combinés sur un même disque dur pour donner le Monde de Xeen. Les personnages créés pour l'un des jeux pourront dès lors poursuivre leurs aventures dans l'autre.
Quand les deux jeux sont installés ensemble, il devient possible de passer d'une face de Xeen à l'autre. Les petites pyramides qui sont éparpillées dans les Nuages de Xeen peuvent être utilisées pour aller à la pyramide de Castelvue et la pyramide de Castelvue vous emmènera à la pyramide qui se trouve en dehors de Vertigo dans les Nuages de Xeen.
Une fois que l'on a fini les deux jeux séparément, de nouvelles quêtes sont disponibles et nécessitent de visiter les deux faces. La quête principale de chacun des deux jeux peut s'accomplir sans visiter l'autre, mais il y a une troisième quête majeure, avec sa propre fin, qui requiert des voyages multiples entre les deux mondes pour être accomplie.